# Jan Sedlák (kněz)

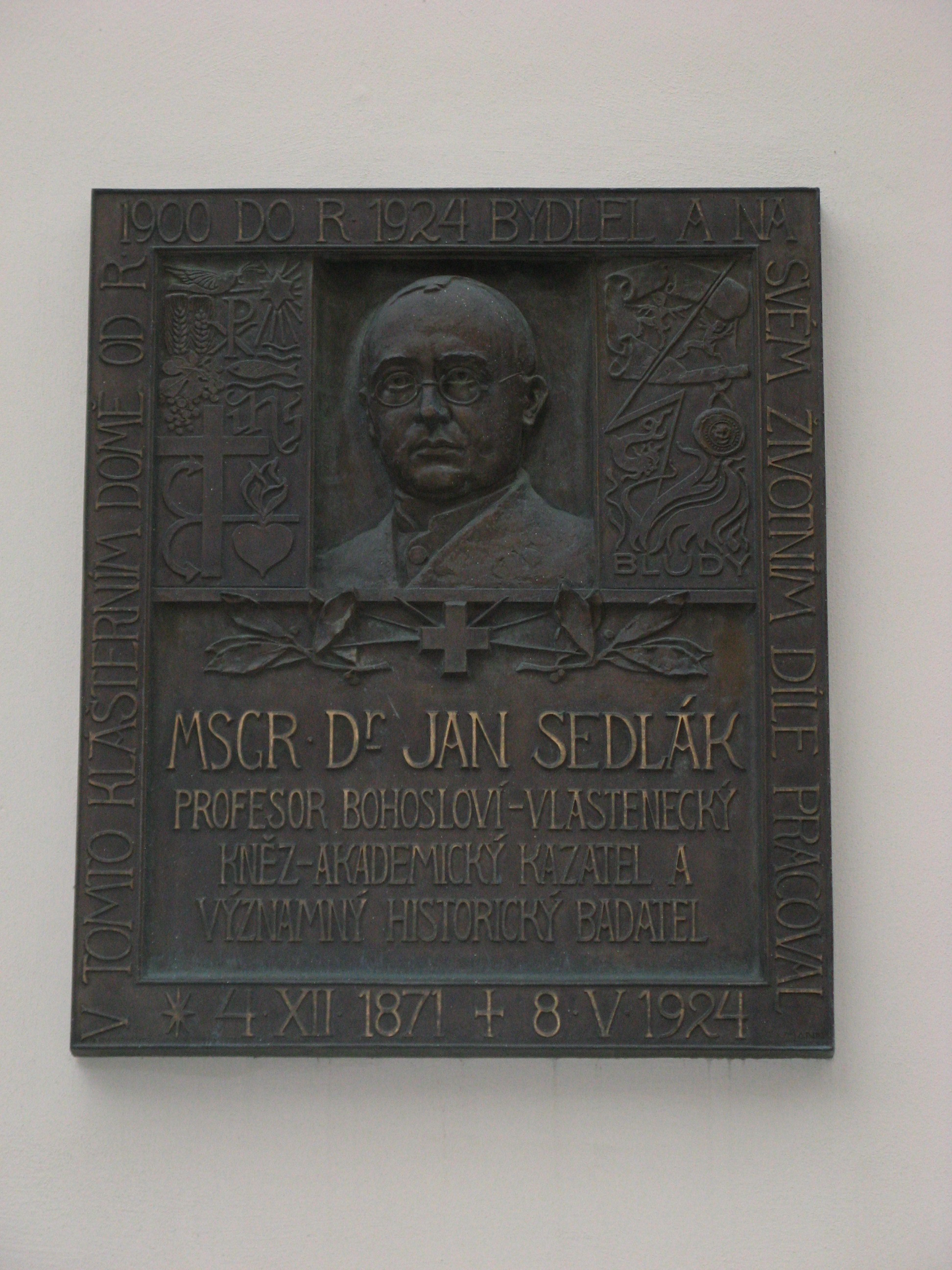
Jan Sedlák, pamětní deska

Jan Evangelista Sedlák (4. prosince 1871 Třebíč – 8. května 1924 Brno) byl moravský kněz, profesor bohosloví a historik.

## Biografie
Jan Sedlák se narodil v roce 1871 v Třebíči, jeho otcem byl obuvník. Vystudoval Gymnázium v Třebíči, následně pak pokračoval na biskupský seminář v Brně a poté vystudoval historii a archivnictví na Institutu pro rakouský dějezpyt ve Vídni. Dosáhl doktorátu teologie sub auspiciis imperatoris (pod záštitou panovníka). Roku 1894 byl vysvěcen na kněze. Od roku 1894 působil jako kaplan ve Velkých Dyjákovicích a mezi lety 1899 a 1906 pracoval jako profesor náboženství na německé zemské reálce a na I. českém gymnáziu v Brně. Od roku 1907 působil jako profesor biblického studia Starého zákona a východních jazyků v biskupském semináři v Brně a od roku působil jako profesor náboženských dějin na Teologické fakultě Komenského university v Bratislavě.

## Dílo
- Studoval duchovní dějiny, hlavně období Jana Husa, jeho předchůdců a souvěrců.
- Počátky křesťanství a vzdělanost řecká a římská (Hlídka, 1900)
- Potřeby kodifikace kanonického práva (Hlídka, 1900)
- Eucharistické traktáty Stanislava ze Znojma (Hlídka, 1906)
- List Jana z Rakovníku Husovi (Hlídka, 1909)
- Pálčův Antihus (Hlídka, 1910)
- Pálčův spis proti Husovu traktátu „De ecclesia“ (Hlídka, 1912)
- Několik textů z doby husitské (Hlídka, 1911 a 1913)
- V Časopise katolického duchovenstva se věnoval otázce utrakvismu (ČKD, 1911, 1913 a 1914)
- Studie a texty k náboženským dějinám českým. Redakcí prof. dra. Jana Sedláka, nákladem Cyrilomethodějské Matice v Olomouci. Ročník I. 1913/4 str. 506 + XXVI (Ročník I. podtitul „Studie a texty k životu Husovu“)
- M. Jan Hus (syntetický spis), 1915 (online ) + latinské přílohy
- Táborské traktáty eucharistické (Hlídka, 1918)
- Vydával vlastní čtvrtletní sborník Studie a texty k náboženským dějinám českým (3 ročníky).
- Miscellanea husitica Ioannis Sedlák, uspořádali Jaroslav V. Polc a Stanislav Přibyl, Praha, Karolinum 1996 ISBN 80-7184-135-8.
- před svou smrtí připravoval další souborné dílo o Janu Husovi

## Drobnosti
V Brně-Stránicích je po něm pojmenována ulice (Sedlákova), v Třebíči je po něm také pojmenována ulice Sedlákova. Na klášterním domě, který se nachází na Kapucínském náměstí v Brně, mu byla v roce 1934 odhalena pamětní deska autorů Josefa Axmanna a Františka Anýže.